# Driss El Himer

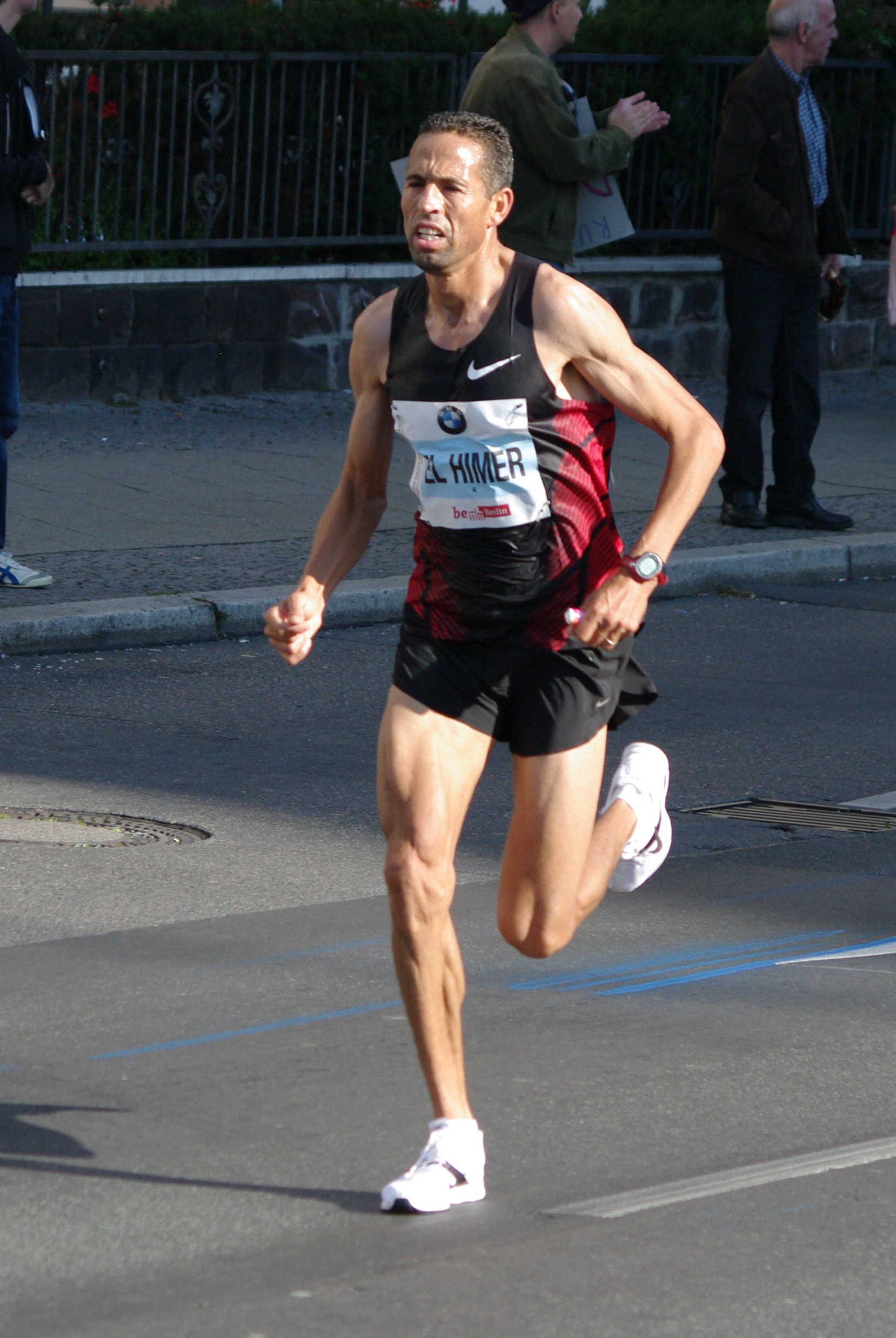
Driss El Himer beim Berlin-Marathon 2011

Driss El Himer (* 4. April 1974 in Rabat) ist ein französischer Langstreckenläufer marokkanischer Herkunft.
El Himer trat 1993 der Fremdenlegion bei und erwarb drei Jahre später die französische Staatsangehörigkeit. Bei den Leichtathletik-Europameisterschaften 1998 in Budapest wurde er Siebter und bei den Leichtathletik-Weltmeisterschaften 2001 in Edmonton Elfter im 5000-Meter-Lauf.
Im selben Jahr siegte er beim Amsterdam-Marathon in 2:07:02. 2003 stellte er als Vierter beim Paris-Marathon mit 2:06:48 seine persönliche Bestzeit auf.
Bei den Leichtathletik-Europameisterschaften 2006 in Göteborg wurde er Achter im 10.000-Meter-Lauf, im selben Jahr belegte er beim Berlin-Marathon den sechsten Platz.
El Himer hat bislang dreimal den französischen Meistertitel über 5000 m, viermal über 10.000 m und sechsmal im Crosslauf gewonnen. Er ist Vereinsmitglied der ASPTT Strasbourg.